# District de Yuecheng
Le district de Yuecheng (越城区 ; pinyin : Yuèchéng Qū) est une subdivision administrative de la province du Zhejiang en Chine. Il est placé sous la juridiction de la ville-préfecture de Shaoxing.